# Федеральне бюро пам'яток Австрії

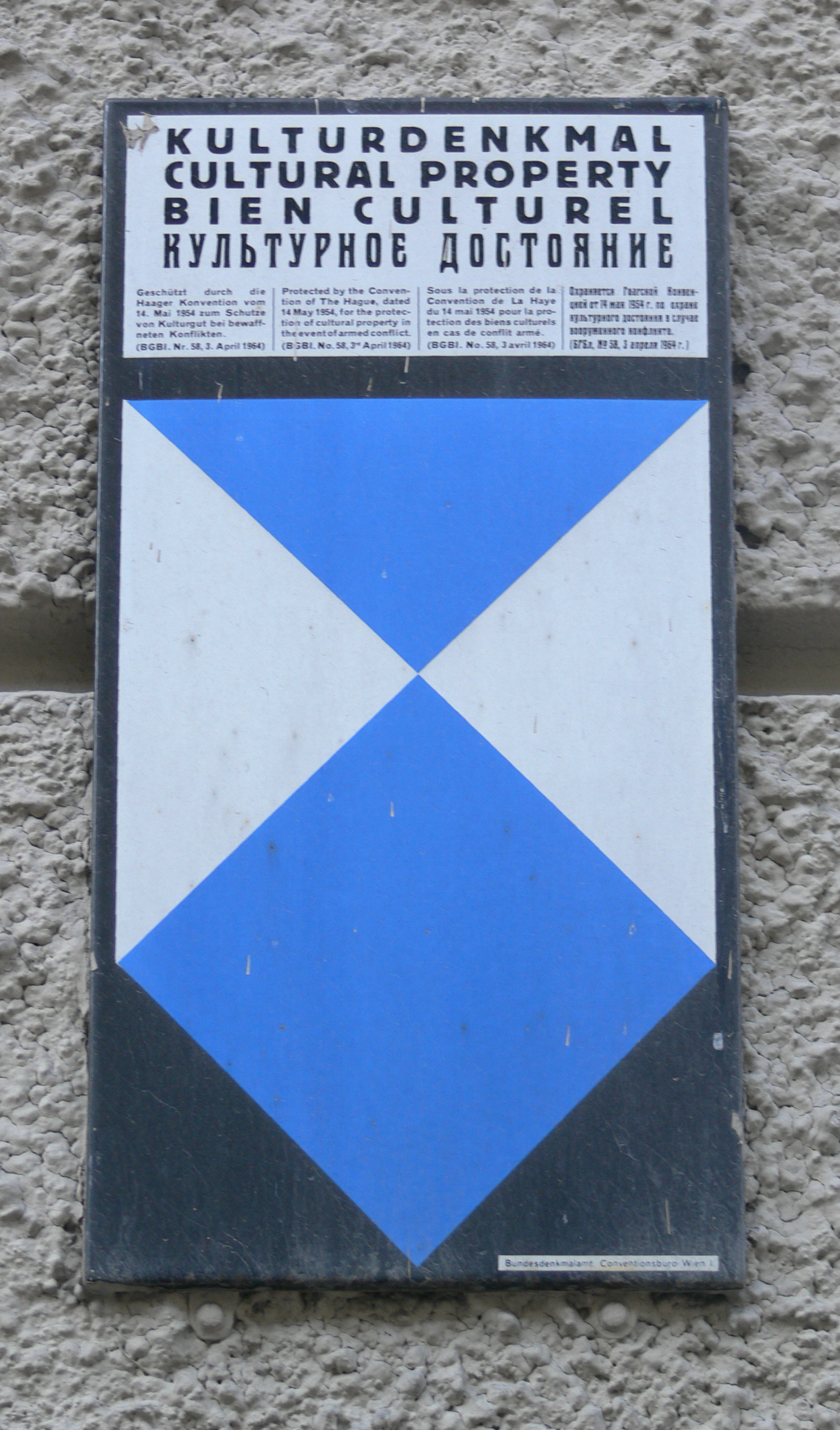
Табличка на будівлі у Зальцбургу, яка чотирма мовами вказує на його приналежність до культурної спадщини: Kulturdenkmal, Cultural property, Bien culturel, Культурное достояние

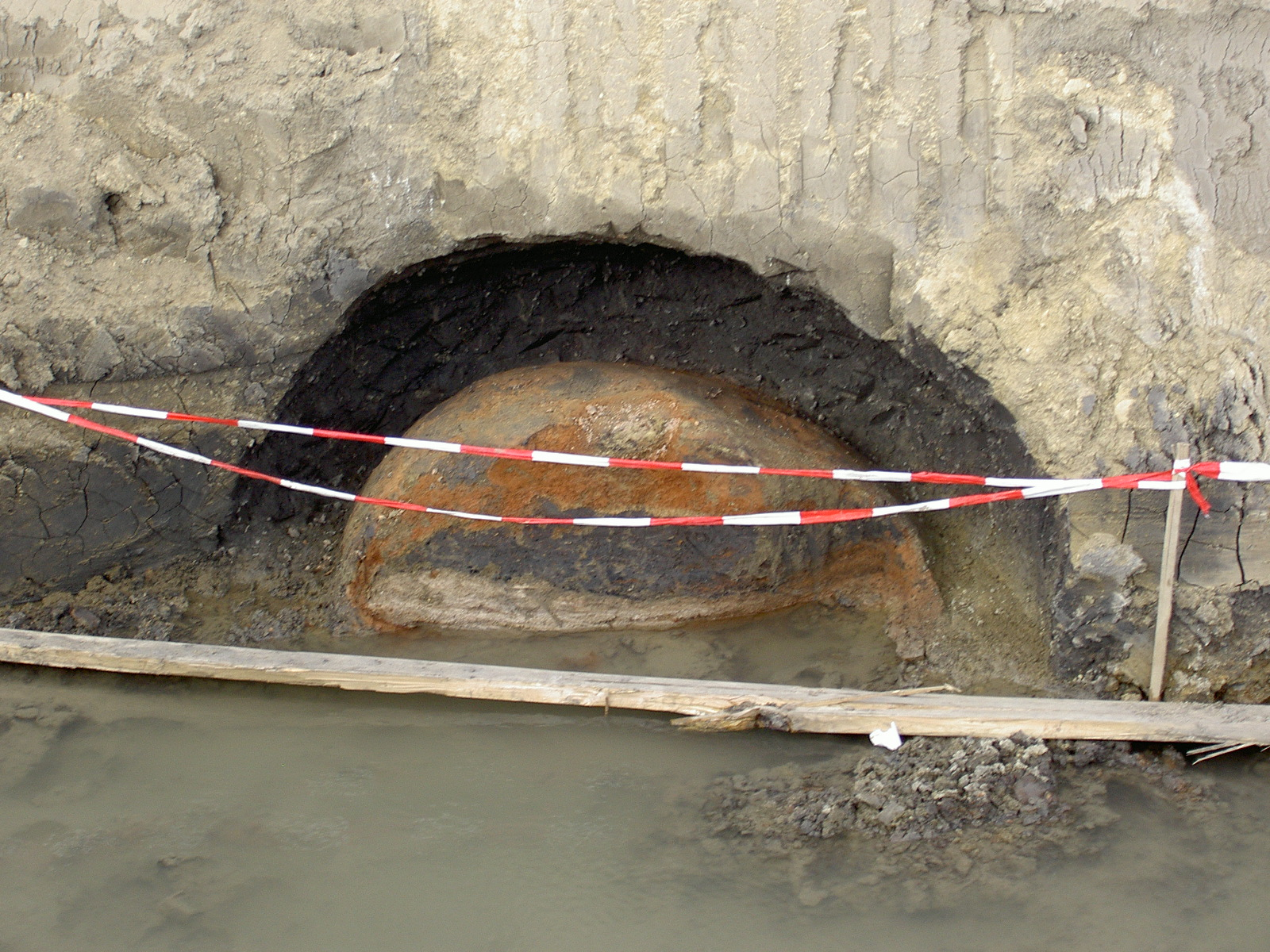
Ранньосередньовічна піч, виявлена Федеральним бюро під час розкопок у Гавайнсталі

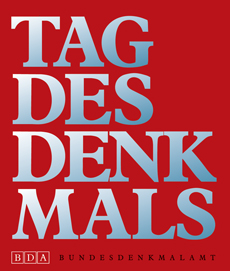
Плакат Tag des Denkmals, австрійської версії Днів європейської спадщини, яка проводиться за підтримки бюро

Федеральне бюро пам'яток Австрії нім. Bundesdenkmalamt) — орган, відповідальний за захист та збереження пам'яток у Австрії.

## Історія
Провісником Федерального бюро пам'яток був політик Карл Людвіг фон Брук та його «Лекція міністра торгівлі про необхідність всебічного догляду за збереженням архітектурних пам'яток в австрійських імперських державах» з «Найвищою резолюцією» Кайзера Франца Йосифа І. Станом на 31 грудня 1850 р. було затверджено створення «центральної комісії у Відні та призначення консерваторів у коронних землях» і детально описано «Інструкцію». Федеральне бюро пам'яток Австрії було створене в 1853 році при імператорі Францу Йосифу I, як центральна комісія з питань збереження Національної спадщини. У 1853 році розпочалася фактична робота комісії. Крім чиновників, в ній також були активні вчені та митці (у 1855 р., наприклад, поети Адальберт Стіфтер та Герман Роллет.

## Обов'язки бюро
В обов'язки Федерального бюро пам'яток входить збереження, реставрація та каталогізація нерухомої культурної спадщини. Федеральне бюро пам'яток Австрії також стежить за експортними положеннями австрійського Акта про охорону пам'яток рухомої культурної спадщини. Бюро складається з одного центрального та дев'яти районних організацій. У їх розпорядженні є такі заклади:
- Історичні будівлі
- Садова архітектура
- Відновлені майстерні
- Промислова спадщина
- Художньо-реставраційні майстерні.
- Музеї та бібліотеки (крім національних музеїв)

До повноважень бюро входять:
- Експорт ліцензій на культурну спадщину
- Охорона археологічних пам'яток
- Складання і контроль за Списками спадщини
- Інвентаризація
- Охорона «Звукових пам'ятників» (церковних дзвонів та органів)
- Юридичні питання

## Реституція мистецтва та власності
Федеральне бюро пам'яток Австрії також несе відповідальність за реституцію близько 8000 предметів і творів, пограбованих нацистською Німеччиною, які Австрія за часів націонал-соціалізму придбала нечестивими способами. Оскільки найчастіше первісні власники та всі їхні родичі були вбиті під час Голокосту, реституція відбувалася в порядку аукціонів на користь єврейської громади або для оплати матеріальної реституції знищеного майна, як у випадку Єврейське кладовище у Верингу. Спочатку Австрія мала відновити майно пошкодженому власнику, але наприкінці 40-х та 1950-х років було піддано тиску, щоб докласти більше зусиль відповідно до Московської декларації. Оскільки доступ до архівів з часом поступово відкривався для проведення досліджень про походження, нові деталі, такі як наклейки на спинках предметів, що продаються на аукціоні, були сфотографовані, привели до виявлення раніше «нерозбірливих» власників. Результати були опубліковані на початку грудня 2008 р. та виставлені у Музеї прикладного мистецтва.

## Періодичні видання
- Австрійський журнал про мистецтво та збереження історії. 1947, ISSN 0029-9626 (щоквартально).
- Щорічний журнал реставраторів.
- Дослідження збереження та збереження історії. Верлаг Ф. Бергер (нерегулярно).
- Австрійська художня топографія. Verlag F. Berger, 1907 (нерегулярні випуски).
- Департамент пам'яток природи, Хофбург: звіти фонду з Австрії. Verlag F. Berger, 1920ff, ISSN 0429-8926 (щорічно, а також технічні характеристики та спеціальні обсяги).
- Теодор Брюклер, Ульріке Німет; Федеральне бюро пам'яток (ред.): Енциклопедія збереження австрійського народу з 1850 по 1990—2002 рр. Верлаг Ф. Бергер, Відень 2001, ISBN 978-3-85028-344-1.

## Президенти, керівники
- 1852—1863 Karl von Czoernig-Czernhausen (1804—1889)
- 1863—1910 Джозеф Олександр фон Гельферт (1820—1910)
- 1904—1905 Алоїз Ріегл 1858—1905) Федеральне управління пам'яток Австрії:
- 1905—1910 Макс Дворжак (1874—1921), генеральний куратор
- 1910—1914 рр. Франц Фердинанд фон Естеррейх-Есте (1863—1914), з 1911 р. Поступове створення державної пам'ятної контори
- 1921—1928 Dagobert Frey (1883—1962)
- 1928—1931 Фортунат Шуберт фон Золдерн (1867—1953), перший президент «Bundenkmalamtes»
- 1931—1938 рр. Леодегар Петрін (1877—1965)
- 1938—1945 рр. Герберт Сейберль (1904—1952 рр.)
- 1946—1964 Отто Демус (1902—1990)
- 1965—1970 Вальтер Фродл (1908—1994)
- 1970—1982 Ервін Тальхаммер (1916—2003)
- 1982—1997 Герхард Сейлер (1931—2002)
- 1997—2008 Вільгельм Георг Ріцці] (* 1947)
- 2008—2018 Барбара Нойбауер (* 1955)
- Серпень — грудень 2018 року (тимчасово): Bernd Euler-Rolle]
- 1 січня 2019 року по 19 березня 2019 року: Еріка Пілер
- з червня 2019 року: Крістоф Базіль <